# وحدة تشكيل مستعمرة لانغرهانس
وحدة تشكيل مستعمرة لانغرهانس (اختصارًا CFU-DL) هي وحدة تشكيل مستعمرة. ينشأ منها خلايا لانغرهانس.